# Euxoa scandens
Euxoa scandens är en fjärilsart som beskrevs av Riley 1869. Euxoa scandens ingår i släktet Euxoa och familjen nattflyn. Inga underarter finns listade i Catalogue of Life.